# Шепелев Олександр Олександрович
Олександр Олександрович Шепелев (нар. 4 липня 1970, Горлівка Донецької області) — український політик, Народний депутат України 5 та 6 скликань, член фракції «Блок Юлії Тимошенко» (2007—2010), член фракції Партія Регіонів (2010—2011), член Комітету з питань фінансів і банк. діяльності (з грудня 2007), член Спеціальної контрольної комісії ВР України з питань приватизації (з грудня 2007).

## Біографія
Олександр Шепелев народився 4 липня 1970 року у Горлівці.
За інформацією Верховної ради, має вищу освіту. У 1993 році закінчив Донецький державний медичний інститут імені М. Горького за спеціальністю «Стоматологія», у 2005 році — Донецький національний університет за спеціальністю «Управління персоналом і економіка праці».
- 1985–1988 — учень Горлівського медичного училища.
- 1988–1993 — студент Донецького державного медичного інституту імені М. Горького.
- 1992–1993 — експерт ТОВ «Еліт», м. Донецьк.
- 1993–1996 — заступник генерального директора українсько-німецького спільного підприємства «Універсал-Імпекс», м. Донецьк.
- 1997–2005 — президент ЗАТ «Європейський банк раціонального фінансування», м. Київ.
- 2005–2006 — президент Благодійної організації «Ластівка», м. Київ.

У 2002 році Шепелев отримав громадянство Канади. Його офіційним місцем реєстрації є будинок 41 на вулиці Surrey Gardens у місті Вестмонт, провінція Квебек.

### Депутатська діяльність
25 травня 2006 року набув депутатських повноважень. Обраний за списками Блоку Юлії Тимошенко, № 55 в списку. На час виборів: президент Благодійної організації «Ластівка» (м. Донецьк). Член Комітету з питань фінансів і банківської діяльності (з липня 2006), член фракції «Блоку Юлії Тимошенко» (з травня 2006). Склав депутатські повноваження 15 червня 2007.
На позачергових виборах, які відбулися в 2007 році, Шепелев знову пройшов в Раду за списками БЮТ. На час виборів: тимчасово не працював, безпартійний.
Під час депутатської діяльності був членом Комітету Верховної Ради України з питань фінансів, банківської діяльності, податкової та митної політики. За інформацією ЗМІ, Шепелев був причетний до незаконних дій, пов'язаних із банком «Родовід».
У 2010 році був виключений з фракції БЮТ та перейшов до фракції Партії регіонів, звідки все ж згодом вийшов.
5 червня та 10 серпня 2012 року проголосував у першому і другому читанні за Закон України «Про засади державної мовної політики». Закон було прийнято із порушеннями регламенту.
На виборах до Верховної ради 2012 року кандидат у народні депутати у окрузі № 13 як самовисуванець, проте посів лише сьоме місце, зібравши 0,61 % голосів виборців.
Є найближчим соратником «Юри Єнакіївського».

### Кримінальні переслідування
У липні 2013 року Шепелева затримали в Будапешті за підозрою української сторони в організації вбивства, замаху на вбивство, присвоєння майна, зловживанні службовим становищем і ряді інших злочинів.
Розшукуваний екс-депутат звинувачувався в розкраданні коштів «Родовід Банку» на суму більше 220 млн гривень і замовленні кількох убивств, зокрема, банкіра Сергія Кириченка в 2003 році і полковника МВС Романа Єрохіна в 2006, замаху на вбивство банкіра Сергія Дядечка в 2012 році, а також в участі спільно з бізнесменом Павлом Борулько в організації розкрадання держкоштів рефінансування Нацбанку на суму 315 300 000 гривень в березні-травні 2009 року.
27 травня 2014 року його екстрадували з Угорщини в Україну, оскільки йому і його дружині відмовили в політичному притулку.
Після повернення в Україну суд обрав запобіжний захід для Шепелева в вигляді арешту. Його дружину відпустили під заставу більше 6 млн гривень. Вночі Шепелев втік з лікарні швидкої допомоги зі своїм охоронцем і зник. Екс-нардеп був оголошений в розшук правоохоронними органами України та Інтерполом. У березні 2015 року його затримали російські правоохоронці.
21 березня 2015 року російський суд виніс постанову про екстрадицію Шепелєва, проте він так і не був переданий Україні, оскільки, за даними ЗМІ, пішов на угоду з Федеральною службою безпеки Росії і дав свідчення на ряд українських політиків. В обмін на співпрацю, Шепелев був випущений з російського СІЗО, а Україна отримала офіційну відмову про передачу екс-політика на батьківщину.
У серпні 2016 року головний військовий прокурор України Анатолій Матіос повідомив, що стосовно Шепелєва зареєстровано кримінальне провадження за ч.1 ст.111 (державна зрада) Кримінального кодексу України.
13 серпня 2016 року Військова прокуратура України викликала колишнього депутата Верховної Ради України Олександра Шепелєва на допити 17-18 серпня. Того ж дня повістки були опубліковані в офіційному виданні центральних органів виконавчої влади «Урядовий кур'єр».
У листопаді 2017 року у Росії на Олександра Шепелева порушили кримінальну справу. У РФ його підозрюють в спробі дачі хабара посадовій особі. 28 грудня 2017 року Шепелева заарештували на два місяці та оголосили у міжнародний розшук.
8 лютого 2018 року Олександра Шепелева було затримано під Києвом. При собі екс-нардеп мав кілька документів, у тому числі посвідчення співробітника так званого «міністерства державної безпеки ДНР» (як підполковник Борух Микола Володимирович).
4 липня 2018 року Головний військовий прокурор України Анатолій Матіос повідомив, що колишній народний депутат України «Ш» підозрюється у замовленні викрадення та подальшому вбивстві полковника міліції Романа Єрохіна у 2006 році. Пізніше стало відомо, що йдеться про Олександра Шепелева, якому вранці 4 липня була вручена підозра у вчинені кримінального злочину. Відомо, що Роман Єрохін під час роботи у міліції Донецької області в управлінні по боротьбі з організованою злочинністю викрив конвертаційний центр на базі одного з комерційних банків Донецька, власником якого був Олександр Шепелев. 26 липня 2006 року Роман Єрохін був викрадений у Києві, де він тоді працював, та вбитий. Також стало відомо, що Олександр Шепелев планував низку інших вбивств, зокрема, свого конкурента у банківській сфері, яке не було реалізовано.
У серпні 2020 року Деснянський районний суд Києва засудив Шепелєва до семи років позбавлення волі та призначив 8500 грн штрафу та конфіскацію всього майна та визнав винним у наданні неправомірної вигоди службовій особі та втечі з-під варти (ч. 2 ст. 369, ч. 2 ст. 393 КК України).

## Ресурси інтернет
- Довідник «Хто є хто в Україні», видавництво «К. І. С.»